# Cranichis hieroglyphica
Cranichis hieroglyphica är en orkidéart som beskrevs av Oakes Ames och Donovan Stewart Correll. Cranichis hieroglyphica ingår i släktet Cranichis, och familjen orkidéer. Inga underarter finns listade i Catalogue of Life.